# European Indoors 1985
European Indoors 1985  — жіночий тенісний турнір, що проходив на закритих кортах з килимовим покриттям Saalsporthalle Allmend у Цюриху (Швейцарія). Належав до Світової чемпіонської серії Вірджинії Слімс 1985. Турнір відбувся вдруге і тривав з 28 жовтня до 3 листопада 1985 року. Третя сіяна Зіна Гаррісон виграла свій другий підряд титул на цьому турнірі.

## Фінальна частина

### Одиночний розряд
Зіна Гаррісон —  Гана Мандлікова 6–1, 6–3
- Для Гаррісон це був 2-й титул в одиночному розряді за рік і 3-й — за кар'єру

### Парний розряд
Гана Мандлікова /  Андреа Темашварі —  Клаудія Коде-Кільш /  Гелена Сукова 6–4, 3–6, 7–5